# Alexander Burnes
Pour les articles homonymes, voir Burnes.
Sir Alexander Burnes (né le 16 mai 1805 à Montrose et mort le 2 novembre 1841 à Kaboul) est un voyageur et explorateur britannique.

## Biographie

### Début de carrière
Envoyé comme cadet aux Indes (1821), Alexander Burnes était, dès 1828, second chef de l'état-major, il explora les bords de l'Indus. Connaissant les langues indigènes, il fut, en 1830, chargé d'une mission auprès du radjah de Lahore, Ranjit Singh. Il réussit dans cette mission et obtint l'autorisation de faire un voyage en Asie centrale. Accompagné du médecin militaire James Gerard, il explora le Turkestan, Balkh et Boukhara, revint en janvier 1833 par la Perse.
Il publia en 1834 son Voyage à Boukhara (« Travels into Bokhara ») (Londres, 1834, 3 volumes ; nouvelle édition en 1847 ; traduit en français, 1835), ouvrage qui donne de précieux renseignements sur l'Afghanistan.
En novembre 1836, il fut chargé de négocier avec les khans du Sind, de Kaboul, Kandahar et Kélat, une alliance contre la Russie. Il ne put décider Dost Mohammed Khan, émir d'Afghanistan, à renvoyer les agents russes mais estima que les risques de voir cette contrée basculer sous l'influence des Russes étaient réduits et que les Britanniques pouvaient trouver un terrain d'entente avec Dost Mohammed.

### Première guerre anglo-afghane
Malgré le soutien de John McNeill, Burnes ne parvint pas à convaincre ses supérieurs de la fiabilité de Dost Mohammed Khan. Lord Auckland, gouverneur général des Indes, préféra écouter son conseiller, William Hay Macnaghten, partisan d'une action militaire visant à détrôner Dost Mohammed au bénéfice de Shah Shuja, prétendant alors exilé à Ludhiana. Macnaghten fut désigné comme émissaire auprès de Shah Shuja, et Burnes, anobli pour l'occasion (le 6 août 1838) et nommé colonel, devint son adjoint, ce qu'il accepta malgré son désaccord, sans doute par ambition. Il revint donc en 1839 à Kaboul avec l'expédition qui y ramena Shah Shuja, et resta à ses côtés comme résident britannique. 
La veille de sa mort, Burnes fut informé par ses serviteurs afghans qu'il était en danger. Burnes ignora les avertissements. Selon des rapports de l'époque, Burnes était mal vu par la population locale en raison de ses mœurs très licencieuses. 
Au petit matin du 2 novembre, une émeute éclata dans Kaboul. En trois heures, une foule hostile se forma devant la maison de Burnes et mit le feu aux portes de celle-ci. Informé que Shah Sujah lui a envoyé une escorte militaire, Burnes monta sur le toit pour voir si elle arrivait, mais il ne vit rien. Burnes et ses serviteurs commencèrent alors à tirer sur la foule qui cerne le bâtiment.
Un porte-parole de cette foule fit croire à Burnes que s'il se rendait, il serait escorté en toute sécurité jusqu'à un fort voisin, occupé par les troupes perses au service de Shah Sujah. Ayant accepté cet accord, Burnes se déguisa en afghan pour passer inaperçu, mais à quelques mètres de la maison, Burnes et sa suite (son propre frère, quinze cipayes et plusieurs fonctionnaires hindous) furent attaqués par la foule et tués, hachés et dépecés. Quelques serviteurs purent fuir.
On dit que la foule comprenait de nombreux maris et de pères des femmes afghanes avec qui Burnes avait couché.

## Ouvrage
Burnes est notamment connu pour son récit Kaboul (Cabool) (Londres, 1842). Ce récit de voyage relatant la mission diplomatique effectuée en Afghanistan de 1836 à 1838 est disponible en français aux éditions Chandeigne sous le titre Mission à Kaboul. La relation de sir Alexander Burnes (1836-1838). Ce texte fondamental est préfacé par Michael Barry et complété d'un dossier historique de Nadine André.
Burnes est devenu membre de la Royal Society le 10 avril 1834.
Voir aussi : Sir John William Kaye (en), Lives of Indian Officers (1889).

### Sources
Cet article comprend des extraits du Dictionnaire Bouillet. Il est possible de supprimer cette indication, si le texte reflète le savoir actuel sur ce thème, si les sources sont citées, s'il satisfait aux exigences linguistiques actuelles et s'il ne contient pas de propos qui vont à l'encontre des règles de neutralité de Wikipédia.
- [Le Grand Jeu, P. HOPKIRK, 2011] Peter Hopkirk (trad. de l'anglais par Gerald de Hemptinne, préf. Olivier Weber), Le Grand Jeu : Officiers et espions en Asie Centrale [« The great game: On secret service in high Asia »], Bruxelles, Nevicata, 2016 (réimpr. 2013), 3e éd. (1re éd. 2011), 569 p. (ISBN 978-2-87523-096-6).